# Пансофій Олександрійський
Пансофій Олександрійський († 249 - 251, Єгипет) — християнський преподобномученик, римсько-єгипетський святий з Олександрії.
Преподобномученик Пансофій, син олександрійського проконсула Ніла, після смерті отця роздав свій маєток бідним і віддалився в пустелю, де подвижничав 27 років. Під час гоніння Декія (249 - 251) преподобний Пансофій був представлений на суд до префекта Олександрії. Преподобний безстрашно сповідував свою віру в Христа і боровся з язичництвом, за що був жорстоко побитий прутами і помер від цих побоїв, сприйнявши мученицький вінець (+ 249 - 251).
День пам'яті:  28 січня (15 січня в римсько-католицькому календарі).